# Rudziska (osada leśna)
Rudziska (niem.: Forsthaus Rudzisken; w okresie 1930–1945: Rudau) – osada leśna w Polsce położona w województwie warmińsko-mazurskim, w powiecie olsztyńskim, w gminie Biskupiec.
W latach 1975–1998 miejscowość należała administracyjnie do województwa olsztyńskiego.